# Michalis Ioannou
Michalis Ioannou (Grieks: Μιχάλης Ιωάννου) (Larnaca, 30 juni 2000) is een Cypriotisch voetballer die door Roda JC Kerkrade van Anorthosis Famagusta wordt gehuurd.

## Carrière
Michalis Ioannou speelde in de jeugd van Anorthosis Famagusta, waar hij op 20 mei 2017 in de met 0-1 verloren thuiswedstrijd tegen AEK Larnaca in het eerste elftal debuteerde. In het seizoen 2018/19 werd hij onder coach Jurgen Streppel een vaste waarde voor Famagusta en tekende hij een contract tot 2023. In het seizoen 2020/21 wordt hij verhuurd aan Roda JC Kerkrade, waar hij herenigd werd met Streppel.

### Statistieken
| Seizoen                        | Club                 | Land           | Competitie     | Competitie | Competitie | Beker | Beker | Totaal | Totaal |
| Seizoen                        | Club                 | Land           | Competitie     | Wed.       | Dlp.       | Wed.  | Dlp.  | Wed.   | Dlp.   |
| ------------------------------ | -------------------- | -------------- | -------------- | ---------- | ---------- | ----- | ----- | ------ | ------ |
| 2016/17                        | Anorthosis Famagusta | Cyprus         | A Divizion     | 1          | 0          | 0     | 0     | 1      | 0      |
| 2017/18                        | Anorthosis Famagusta | Cyprus         | A Divizion     | 1          | 0          | 0     | 0     | 1      | 0      |
| 2018/19                        | Anorthosis Famagusta | Cyprus         | A Divizion     | 16         | 0          | 0     | 0     | 16     | 0      |
| 2019/20                        | Anorthosis Famagusta | Cyprus         | A Divizion     | 8          | 0          | 3     | 0     | 11     | 0      |
| 2020/21                        | → Roda JC Kerkrade   | Nederland      | Eerste divisie | 0          | 0          | 0     | 0     | 0      | 0      |
| Carrièretotaal                 | Carrièretotaal       | Carrièretotaal | Carrièretotaal | 26         | 5          | 3     | 0     | 29     | 0      |
| Bijgewerkt op 22 augustus 2017 |                      |                |                |            |            |       |       |        |        |

### Interlandcarrière
In 2019 werd Ioannou voor het eerst geselecteerd voor het Cypriotisch voetbalelftal door bondscoach Ran Ben Shimon. Hij debuteerde in de met 2-1 verloren EK-kwalificatiewedstrijd tegen Schotland. Met Cyprus wist hij zich uiteindelijk niet te kwalificeren voor het Europees Kampioenschap 2020.
| Interlands van Michalis Ioannou voor Cyprus | Interlands van Michalis Ioannou voor Cyprus | Interlands van Michalis Ioannou voor Cyprus | Interlands van Michalis Ioannou voor Cyprus | Interlands van Michalis Ioannou voor Cyprus | Interlands van Michalis Ioannou voor Cyprus |
| №                                           | Datum                                       | Wedstrijd                                   | Uitslag                                     | Soort wedstrijd                             | Doelpunten                                  |
| Als speler bij Anorthosis Famagusta         | Als speler bij Anorthosis Famagusta         | Als speler bij Anorthosis Famagusta         | Als speler bij Anorthosis Famagusta         | Als speler bij Anorthosis Famagusta         | Als speler bij Anorthosis Famagusta         |
| ------------------------------------------- | ------------------------------------------- | ------------------------------------------- | ------------------------------------------- | ------------------------------------------- | ------------------------------------------- |
| 1.                                          | 8 mei 2019                                  | Schotland − Cyprus                          | 2 – 1                                       | EK 2020 Kwalificatie                        | 0                                           |
| 2.                                          | 9 september 2019                            | San Marino − Cyprus                         | 0 – 4                                       | EK 2020 Kwalificatie                        | 0                                           |
| 3.                                          | 13 oktober 2019                             | Cyprus − Rusland                            | 0 – 5                                       | EK 2020 Kwalificatie                        | 0                                           |

1 Bucker ·
4 Koglin ·
5 Jansen ·
6 Spieringhs ·
7 Razak ·
8 Müller ·
9 Çukur ·
10 Schwirten ·
11 Griffith ·
13 Röseler ·
14 Breij ·
15 Beerten ·
16 Treichel ·
17 Džepar ·
18 Köther ·
20 Leijten ·
21 Kongolo  ·
22 Kruiver ·
23 Steins ·
24 Boti ·
26 El Meliani ·
27 Bangura ·
30 Van Hemelryck ·
31 Maiorano ·
32 Moro ·
33 Timmermans ·
34 Veendorp ·
35 Doulashi ·
47 Seedorf ·
52 El Maach ·
72 Vancsa ·
77 Sejdiu ·
97 Baeten ·
Coach: Sibum
· Assistent-coach: Henkens
· Assistent-coach: Luijpers
· Keeperstrainer: Telgenkamp